# Roeselia indistincta
Roeselia indistincta är en fjärilsart som beskrevs av George Francis Hampson 1894. Roeselia indistincta ingår i släktet Roeselia och familjen trågspinnare. Inga underarter finns listade.